# PARM (міна)
DM12 або PARM (нім. Panzerabwehrrichtmine) — протитанкова міна спрямованої дії, фактично є реактивною протитанковою гранатою з автоматизованим стартом. Прийнята на озброєння Бундесверу на початку 1990-х.
Також поширеною є її модернізована версія DM22 (PARM-2).

## Принцип дії
Міна встановлюється вручну. На тринозі ' пускова установка з протитанковою реактивною гранатою. До пускової установки приєднано оптоволоконний кабель 40 м завдовжки. Коли техніка переїздить через кабель і руйнує його, видається команда на пуск реактивної гранати, що вражає техніку збоку, де броня є тоншою.
При використанні пакета електричних акумуляторів міна може бути повторно використана до десяти разів та залишатися в бойовому положенні до 40 діб.
На додачу до кабелю було створено систему датчиків SPIR. Динамічний мікрофон виявляє звуки роботи двигуна (при чому він здатен відрізнити шум вітру, вибухи, інший шум) та вмикає інфрачервоні датчики, які мають вже більше енергоспоживання і заради збереження енергії зазвичай вимкнені.
Два ширококутових інфрачервоних датчики визначають напрямок, з якого рухається ціль, два додаткові датчики визначають швидкість та обчислюють оптимальний час запуску гранати.

## Варіанти

### DM12 (PARM)
DM12 PARM — базова модель.

### DM22 (PARM 2)
DM22 PARM-2 створена в результаті співпраці міжнародного об'єднання компаній з залученням компаній GIAT, Honeywell-Maintal, Dynamit Nobel та Hunting Engineering.
Мала розширити максимальну відстань до цілі до 100 м та інтегрувати систему акустичних та інфрачервоних датчиків.

### PARM NextGen
Про створення цієї версії TDW оголосила на Eurosatory 2024.
Нова модернізація відрізняється оновленою системою ініціації з вібраційними, акустичними та інфрачервоними датчиками. Також вони дозволять міні виявляти відстань до цілі та ініціювати заряд у найкращий час. Також міна отримає радіокерування, що дасть змогу оператору дистанційно вмикати й вимикати мережу мін на відстань кількох сотень метрів. Заявлена ефективна дальність складає 60 м, час автономної роботи 30 днів.

## Бойове застосування

### Російсько-українська війна
Відомо про успішне застосування цих мін під час повномасштабного російського вторгнення в Україну.
Перші випадки застосування цих мін були відомі іще наприкінці квітня 2022 року на Ізюмському напрямку, а в серпні 2022 року було поширено відео ураження російської вантажівки. Міна отримала гарні відгуки в Україні, тому на Eurosatory 2024 компанія TDW представила нову версію PARM NextGen і оголосила про відновлення виробництва після 10-річної перерви.

## Оператори

### Україна
У квітні-травні 2022 року медіа повідомляли про надходження до України 2450 одноразових ручних протитанкових гранатометів RGW-90, 1600 протитанкових мін спрямованої дії DM22 та 3000 протиднищевих мін DM31. Вже в квітні були відомі випадки застосування мін DM-22.